# Calvin Mac-Intosch
Calvin Leonardus Mac-Intosch (Amsterdam, 9 augustus 1989) is een Nederlands-Surinaams voetballer die doorgaans als verdediger speelt. Hij verruilde in 2023 SC Cambuur voor TOP Oss.

## Clubcarrière

### Haarlem
Mac-Intosch speelde bij FC Abcoude tot hij werd opgenomen in de jeugdopleiding van Ajax. Hier kwam hij tot het tweede elftal. In de zomer van 2009 werd duidelijk dat hij geen nieuw contract zou krijgen en vertrok hij naar Haarlem. Hiervoor debuteerde hij in 2009 in het betaald voetbal, in de Eerste divisie. De eerste wedstrijden van het seizoen 2009/10 speelde hij allemaal.

### Telstar
Na het faillissement van Haarlem in januari 2010 verkaste Mac-Intosch naar 'buurman' Telstar. Hier kwam hij in zijn eerste drie seizoenen mondjesmaat aan spelen toe, maar speelde hij in de jaren 2012/13 en 2013/14 het grootste deel van de wedstrijden. Hij kwam in 4,5 jaar tot 91 wedstrijden, waarin hij vijf goals maakte.

### SC Cambuur
In mei 2014 werd bekend dat Mac-Intosch vanaf het seizoen 2014/15 bij SC Cambuur zou gaan spelen. Hiervoor speelde hij in 2014 zijn eerste wedstrijden in de Eredivisie. Hij werd dat jaar twaalfde met de club, een evenaring van het clubrecord van een seizoen eerder. Hij werd in 2015/16 vervolgens laatste met Cambuur, wat rechtstreekse degradatie betekende.

### Port Vale
Mac-Intosch tekende in juli 2016 een contract tot medio 2018 bij Port Vale, op dat moment actief in de League One. Hier werd hij ploeggenoot van onder anderen zijn landgenoten Rigino Cicilia en Kjell Knops, die in de voorgaande weken tekenden bij de club. Hij speelde hier echt maar zes wedstrijden, voordat zijn contract ontbonden werd.

### Almere, Notodden en Fortuna
Hij speelde vervolgens anderhalf jaar bij Almere City, waar hij 59 wedstrijden speelde en vijf goals maakte. In augustus 2018 verbond hij zich aan het Noorse Notodden FK dat uitkomt in de 1. divisjon. Daar speelde hij maar twaalf wedstrijden, voordat hij na een halfjaar vertrok. In februari 2019 sloot hij aan bij Fortuna Sittard, waar hij ook een halfjaar bleef.

### Terug bij SC Cambuur
In de zomer van 2019 ging hij terug naar SC Cambuur. Dat seizoen stond hij met Cambuur bijna de hele competitie lang bovenaan, maar door de coronapandemie besloot de KNVB de Nederlandse competities stop te zetten. Daardoor was Cambuur veroordeeld tot nog een seizoen in de eerste divisie. Het jaar erop werd Cambuur al even zo onbetwist kampioen van de eerste divisie. Mac-Intosch miste maar één competitiewedstrijd dat seizoen. Ook in de Eredivisie was hij basisspeler centraal achterin en hielp hij Cambuur naar een negende plek. In het seizoen 2022/23 was hij voor het eerst sinds zijn komst naar Leeuwarden reservespeler achter het duo Marco Tol en Léon Bergsma, terwijl ook jeugdspeler Floris Smand regelmatig mocht starten. In totaal speelde hij meer dan 100 wedstrijden in zijn tweede periode bij Cambuur.

### TOP Oss
Medio 2023 vertrok Mac-Intosh naar TOP Oss. Bij zijn debuut tegen FC Den Bosch (0-1) was hij meteen aanvoerder. Hij speelde het seizoen 2023/24 nog 17 wedstrijden voor de Ossenaren, maar in het seizoen 2024/25 kwam hij slechts zeven keer uit.

## Interlandcarrière
Op 32-jarige leeftijd debuteerde Mac-Intosh voor het Surinaams voetbalelftal. Op 27 maart 2022 speelde hij een vriendschappelijke interland tegen Thailand (0-1). Hij kwam in de slotminuten in de ploeg voor Dion Malone. Drie maanden later speelde hij een officiële wedstrijd, in de CONCACAF Nations League tegen Mexico (0-3). Hij speelde de hele wedstrijd.

## Spelersstatistieken
| Seizoen | Club            | Competitie     | Competitie | Competitie | Beker | Beker | Overig | Overig | Totaal | Totaal |
| Seizoen | Club            | Competitie     | Wed.       | Dlp.       | Wed.  | Dlp.  | Wed.   | Dlp.   | Wed.   | Dlp.   |
| ------- | --------------- | -------------- | ---------- | ---------- | ----- | ----- | ------ | ------ | ------ | ------ |
| 2009/10 | HFC Haarlem     | Eerste divisie | 22         | 1          | 2     | 0     | —      | —      | 24     | 1      |
| 2009/10 | SC Telstar      | Eerste divisie | 13         | 0          | 0     | 0     | —      | —      | 13     | 0      |
| 2010/11 | SC Telstar      | Eerste divisie | 9          | 1          | 0     | 0     | —      | —      | 9      | 1      |
| 2011/12 | SC Telstar      | Eerste divisie | 1          | 0          | 0     | 0     | —      | —      | 1      | 0      |
| 2012/13 | SC Telstar      | Eerste divisie | 30         | 0          | 1     | 0     | —      | —      | 31     | 0      |
| 2013/14 | SC Telstar      | Eerste divisie | 36         | 4          | 1     | 0     | —      | —      | 37     | 4      |
| 2014/15 | SC Cambuur      | Eredivisie     | 20         | 0          | 3     | 1     | —      | —      | 23     | 1      |
| 2015/16 | SC Cambuur      | Eredivisie     | 14         | 2          | 1     | 0     | —      | —      | 15     | 2      |
| 2016/17 | Port Vale       | League One     | 3          | 0          | 3     | 0     | —      | —      | 6      | 0      |
| 2016/17 | Almere City     | Eerste divisie | 13         | 3          | 0     | 0     | 1      | 0      | 14     | 3      |
| 2017/18 | Almere City     | Eerste divisie | 37         | 2          | 2     | 0     | 6      | 0      | 45     | 2      |
| 2018    | Notodden FK     | 1. divisjon    | 12         | 0          | 0     | 0     | —      | —      | 12     | 0      |
| 2018/19 | Fortuna Sittard | Eredivisie     | 12         | 0          | 0     | 0     | —      | —      | 12     | 0      |
| 2019/20 | SC Cambuur      | Eerste divisie | 28         | 2          | 2     | 1     | —      | —      | 30     | 3      |
| 2020/21 | SC Cambuur      | Eerste divisie | 37         | 1          | 0     | 0     | —      | —      | 37     | 1      |
| 2021/22 | SC Cambuur      | Eredivisie     | 32         | 0          | 2     | 0     | —      | —      | 34     | 0      |
| 2022/23 | SC Cambuur      | Eredivisie     | 11         | 0          | 2     | 0     | —      | —      | 13     | 0      |
| 2023/24 | TOP Oss         | Eerste divisie | 17         | 0          | 0     | 0     | —      | —      | 17     | 0      |
| 2024/25 | TOP Oss         | Eerste divisie | 7          | 0          | 0     | 0     | —      | —      | 7      | 0      |
| TOTAAL  | TOTAAL          | TOTAAL         | 354        | 16         | 19    | 2     | 7      | 0      | 380    | 18     |

Bijgewerkt op 6 juni 2025.